# Laura Prepon
Laura H. Prepon (Watchung, New Jersey, 7. ožujka 1980.), američka filmska glumica. Najpoznatija je po ulozi Donne Pinciotti u sitcomu Lude sedamdesete.

## Životopis
Rodila se 1980. godine u Wachtungu, New Jersey u obitelji Michaela i Marjorie Prepon kao jedna od petero djece. Pohađala je Watchung Hills Regional High School, nakon koje je studirala u Total Theater Lab u New York Cityju gdje je glumila u brojnim kazališnim komadima.
Glumom se počela baviti s petnaest godina, a usto se bavila plesom i manekenstvom. Godine 1998. dobila je ulogu Donne Pinciotti u sitcomu Lude sedamdesete.

## Uloge
| Godina        | Naslov                                     | Uloga             | Bilješke         |
| ------------- | ------------------------------------------ | ----------------- | ---------------- |
| 1998. – 2006. | Lude sedamdesete                           | Donna Pinciotti   | TV serija        |
| 2001.         | Southlander: Diary of a Desperate Musician | Seven Equals Five |                  |
| 2002.         | Face s faksa                               | Reanna            |                  |
| 2004.         | Lightning Bug                              | Angevin Duvet     |                  |
| 2004.         | The Pornographer: A Love Story             |                   |                  |
| 2004.         | King of the Hill, epizoda "Talking Shop"   | April             | TV serija        |
| 2004.         | Halo 2                                     | Marine            | videoigra (glas) |
| 2005.         | Romancing the Bride                        | Melissa           | TV serija        |
| 2006.         | Come Early Morning                         | Kim               |                  |
| 2006.         | Karla                                      | Karla Homolka     |                  |
| 2007.         | Once Upon A Time                           | The Witch         | kratki film      |
| 2007. – 2008. | October Road                               | Hannah Daniels    | TV serija        |
| 2008.         | The Chosen One                             | Rachel Cruz       |                  |

## Zanimljivosti
Za vrijeme snimanja serije Lude 70-e, Laura i njena kolegica Mila Kunis morale su, zbog razlike u visini, često biti snimane u sjedećem položaju kako bi obje stale u kadar.